# Liste Swadesh du lingala
Liste Swadesh de 207 mots en français et en lingala (à compléter).

## Présentation
Développée par le linguiste Morris Swadesh comme outil d'étude de l'évolution des langues, elle correspond à un vocabulaire de base censé se retrouver dans toutes les langues. Il en existe diverses versions, notamment :
- une version complète de 207 mots, dont certains ne se retrouvent pas dans tous les environnements (elle contient par exemple serpent et neige),
- une version réduite de 100 mots.

Il ne faut pas considérer cette liste de mots comme un lexique élémentaire permettant de communiquer avec les locuteurs de la langue considérée. Son seul but est de fournir une ouverture sur la langue, en en présentant des bases lexicales et si possible phonétiques.

## Liste
| No  | français                  | lingala lingála                 |
| 1   | je                        | na-                             |
| 2   | tu, vous (formel)         | o-                              |
| 3   | il                        | a- (personne), e- (chose)       |
| 4   | nous                      | to-                             |
| 5   | vous (pluriel)            | bo-                             |
| 6   | ils                       | ba- (personnes), e-/i- (choses) |
| 7   | ceci, celui-ci            | óyo                             |
| 8   | cela, celui-là            | wâná                            |
| 9   | ici                       | áwa                             |
| 10  | là                        | kúná, wâná                      |
| 11  | qui                       | náni (interrogatif)             |
| 12  | quoi                      | níni (interrogatif)             |
| 13  | où                        | wápi (interrogatif)             |
| 14  | quand                     | ntángo (interrogatif)           |
| 15  | comment                   | bóní (interrogatif)             |
| 16  | ne ... pas                | ... tɛ́                          |
| 17  | tout                      | nyɛ́, nyonso                     |
| 18  | beaucoup                  | míngi                           |
| 19  | quelques                  | bɔ̌kɔ́                            |
| 20  | peu                       | mɔkɛ́mɔkɛ́                        |
| 21  | autre                     | mosúsu, -súsu                   |
| 22  | un                        | mɔ́kɔ́, -ɔ́kɔ́                      |
| 23  | deux                      | míbalé, -íbalé                  |
| 24  | trois                     | mísáto, -ísáto                  |
| 25  | quatre                    | mínei, -ínei                    |
| 26  | cinq                      | mítáno, -ítáno, mpáta           |
| 27  | grand                     | monɛ́nɛ, -nɛ́nɛ                   |
| 28  | long                      | monɛ́nɛ, -nɛ́nɛ, -laí             |
| 29  | large                     | -laí                            |
| 30  | épais                     | monɛ́nɛ, -nɛ́nɛ                   |
| 31  | lourd                     | bozitó, kiló, molito            |
| 32  | petit                     | mokɛ́, -kɛ́                       |
| 33  | court                     | mokúsé, -kúsé                   |
| 34  | étroit                    | mokɛ́, -kɛ́                       |
| 35  | mince                     | mokɛ́, -kɛ́                       |
| 36  | femme                     | mwǎsí                           |
| 37  | homme (mâle adulte)       | mobáli                          |
| 38  | homme (être humain)       | moto                            |
| 39  | enfant                    | mwǎna                           |
| 40  | femme (épouse)            | bolóngani, mwǎsí                |
| 41  | mari                      | bolóngani, mobáli               |
| 42  | mère                      | mamá                            |
| 43  | père                      | tatá, papá                      |
| 44  | animal                    | nyama                           |
| 45  | poisson                   | mbísi                           |
| 46  | oiseau                    | ndɛkɛ                           |
| 47  | chien                     | mbwá                            |
| 48  | pou                       | lonsili                         |
| 49  | serpent                   | nyóka                           |
| 50  | ver                       | mpambó, mosɔ́pi, limpiká         |
| 51  | arbre                     | nzeté, mweté                    |
| 52  | forêt                     | zámba                           |
| 53  | bâton                     | nzeté                           |
| 54  | fruit                     | mbuma                           |
| 55  | graine                    | nyǎ, mbóto, bɔpɔ́                |
| 56  | feuille (d'un végétal)    | nkásá                           |
| 57  | racine                    | ntína                           |
| 58  | écorce                    | lomposo                         |
| 59  | fleur                     | fulɛ́lɛ, lómbé                   |
| 60  | herbe                     | litíti                          |
| 61  | corde                     | nsi nga, moniɔlɔ́lɔ, likósi      |
| 62  | peau                      | lomposo                         |
| 63  | viande                    | monsuni                         |
| 64  | sang                      | makilá                          |
| 65  | os                        | monkúwa                         |
| 66  | graisse                   | mafúta                          |
| 67  | œuf                       | likeí, líki                     |
| 68  | corne                     | liséké, boséba                  |
| 69  | queue (d'un animal)       | mokɔndɔ́, mokíla                 |
| 70  | plume (d'un oiseau)       | lonsálá                         |
| 71  | cheveux                   | nsúki                           |
| 72  | tête                      | motó                            |
| 73  | oreille                   | litói                           |
| 74  | œil                       | líso                            |
| 75  | nez                       | zólo                            |
| 76  | bouche                    | mɔnɔkɔ                          |
| 77  | dent                      | líno                            |
| 78  | langue (organe)           | lolému                          |
| 79  | ongle                     | linzáka                         |
| 80  | pied                      | mopendé, lokolo                 |
| 81  | jambe                     | lokolo                          |
| 82  | genou                     | libɔ́lɔ́ngɔ́, libɔ́ngɔ́              |
| 83  | main                      | lobɔ́kɔ                          |
| 84  | aile                      | lipapú                          |
| 85  | ventre                    | libumu                          |
| 86  | entrailles, intestins     | mosɔpɔ́                          |
| 87  | cou                       | nkíngó                          |
| 88  | dos                       | mokɔngɔ                         |
| 89  | poitrine                  | ntólo                           |
| 90  | cœur (organe)             | motéma                          |
| 91  | foie                      | libale                          |
| 92  | boire                     | -mɛlɛ                           |
| 93  | manger                    | -lía                            |
| 94  | mordre                    | -swâ                            |
| 95  | sucer                     | -nyúnya, -núnga                 |
| 96  | cracher                   | -bwáka nsɔ́i                     |
| 97  | vomir                     | -sánza                          |
| 98  | souffler                  | -pémela, -pɛpɛ                  |
| 99  | respirer                  | -péma                           |
| 100 | rire                      | -sɛkɛ                           |
| 101 | voir                      | -mɔ́nɔ                           |
| 102 | entendre                  | -yóka                           |
| 103 | savoir                    | -yéba                           |
| 104 | penser                    | -bánza, -kanisa                 |
| 105 | sentir (odorat)           | -núsa                           |
| 106 | craindre                  | -bánga                          |
| 107 | dormir                    | -lála                           |
| 108 | vivre                     | -vánda                          |
| 109 | mourir                    | -kúfa                           |
| 110 | tuer                      | -boma                           |
| 111 | se battre                 | -bɛ́tɛnɛ, -bunda                 |
| 112 | chasser (le gibier)       | -bengana                        |
| 113 | frapper                   | -bɛ́tɛ                           |
| 114 | couper                    | -kátakata, -káta                |
| 115 | fendre                    | -pasola                         |
| 116 | poignarder                | tiouba                          |
| 117 | gratter                   | -kóta, -nyaka, -kpaka, -kpala   |
| 118 | creuser                   | -tímola                         |
| 119 | nager                     | -nyanya, -túnga                 |
| 120 | voler (dans l'air)        | -pimbwa                         |
| 121 | marcher                   | -támbola                        |
| 122 | venir                     | -yâ, -yáa, -úta                 |
| 123 | s'étendre, être étendu    | -lálisana (action)              |
| 124 | s'asseoir, être assis     | -vánda, -kisa (action)          |
| 125 | se lever, se tenir debout | -lamuka, -tɛ́lɛma (action)       |
| 126 | tourner (intransitif)     | -balula                         |
| 127 | tomber                    | -kpâ                            |
| 128 | donner                    | -pésa, -kaba                    |
| 129 | tenir                     | -simba                          |
| 130 | serrer, presser           | -kangisa                        |
| 131 | frotter                   | -bísa                           |
| 132 | laver                     | -sukola                         |
| 133 | essuyer                   | -pangwisa                       |
| 134 | tirer                     | -bénda                          |
| 135 | pousser                   | -tɔ, tindika                    |
| 136 | jeter, lancer             | -bwáka                          |
| 137 | lier                      | -kanga, -zínga, -línga          |
| 138 | coudre                    | -sɔnɔ                           |
| 139 | compter                   | -tánga                          |
| 140 | dire                      | -loba                           |
| 141 | chanter                   | -yémba                          |
| 142 | jouer (s'amuser)          | -sakana, -sana                  |
| 143 | flotter                   | -tetwa, -tepa                   |
| 144 | couler (liquide)          | Tiola                           |
| 145 | geler                     |                                 |
| 146 | gonfler (intransitif)     | -vímba                          |
| 147 | soleil                    | mói                             |
| 148 | lune                      | sánzá                           |
| 149 | étoile                    | monzɔ́tɔ                         |
| 150 | eau                       | mái                             |
| 151 | pluie                     | mbúla                           |
| 152 | rivière                   | mái, ebale                      |
| 153 | lac                       | etíma, nzálé                    |
| 154 | mer                       | mbú                             |
| 155 | sel                       | móngwa, mókpa                   |
| 156 | pierre                    | libángá                         |
| 157 | sable                     | zɛ́lɔ                            |
| 158 | poussière                 | putulú                          |
| 159 | terre (sol)               | mabelé                          |
| 160 | nuage                     | lipata                          |
| 161 | brouillard                | londendé                        |
| 162 | ciel                      | likoló                          |
| 163 | vent                      | mompɛpɛ                         |
| 164 | neige                     |                                 |
| 165 | glace                     |                                 |
| 166 | fumée                     | mólinga                         |
| 167 | feu                       | mɔ́tɔ                            |
| 168 | cendre                    | putulú                          |
| 169 | brûler (intransitif)      | -pela, -zíka                    |
| 170 | route                     | balabála, nzɛlá                 |
| 171 | montagne                  | ngómbá                          |
| 172 | rouge                     | -táné                           |
| 173 | vert                      | -bésu                           |
| 174 | jaune                     | -táne                           |
| 175 | blanc                     | mpɛ́mbɛ́                          |
| 176 | noir                      | molílí, -índo                   |
| 177 | nuit                      | butú                            |
| 178 | jour                      | mokɔlɔ, mói                     |
| 179 | an, année                 | mbúla, mobú                     |
| 180 | chaud (température)       | -tɔkɔ (chauffer)                |
| 181 | froid (température)       | mpíɔ                            |
| 182 | plein                     | má, mɛké                        |
| 183 | nouveau                   | ya sika                         |
| 184 | vieux                     | kala                            |
| 185 | bon                       | kitɔ́kɔ, malámu                  |
| 186 | mauvais                   | mabé                            |
| 187 | pourri                    | -pɔlɔ (pourrir)                 |
| 188 | sale                      | -bébisa (salir)                 |
| 189 | droit (rectiligne)        | alimá                           |
| 190 | rond                      | kílíkílí                        |
| 191 | tranchant                 | -pela                           |
| 192 | émoussé                   | -túnú                           |
| 193 | lisse                     | patátálú, sɛ́lisɛ́li              |
| 194 | mouillé, humide           | pɔlɔ                            |
| 195 | sec                       | -kauka (sécher)                 |
| 196 | juste, correct            | alimá, malongá, sémba, sɛló     |
| 197 | près                      | mpɛmbɛ́ni                        |
| 198 | loin                      | mosíká                          |
| 199 | droite                    | mobáli                          |
| 200 | gauche                    | mwásí                           |
| 201 | à                         | o, na                           |
| 202 | dans                      | káti, o ntéi, na                |
| 203 | avec (ensemble)           | na                              |
| 204 | et                        | mpé                             |
| 205 | si (condition)            | sɔ́kɔ́, sɔ́kí                      |
| 206 | parce que                 | zambí                           |
| 207 | nom                       | nkómbó                          |

Orthographe :
- Les termes précédés d'un tiret (-) correspondent au radical d'un verbe ou d'un adjectif, pour lesquels l'accord s'effectue par adjonction d'un préfixe.
- L'orthographe des noms est donnée au singulier.